# ماریا دیوانیان
ماریا هوهانسی دیوانیان (ارمنی: Մարիա Հովհաննեսի Դիվանյան؛ زادهٔ ۱ اکتبر ۱۹۷۴) رقصنده باله اهل ارمنستان است.

## زندگی‌نامه
وی در ۱ اکتبر ۱۹۷۴ در ایروان از والدینی به نام‌های هوهانس دیوانیان و النا پاولیدی به دنیا آمد و از کالج دولتی هنر رقص ایروان فارغ‌التحصیل گشت. وی برنده جوایزی همچون مدال موسس خورناتسی و هنرمند افتخاری جمهوری ارمنستان است.